# TRXYE
| Đánh giá chuyên môn | Đánh giá chuyên môn |
| Nguồn đánh giá      | Nguồn đánh giá      |
| Nguồn               | Đánh giá            |
| ------------------- | ------------------- |
| AllMusic            | [ 1 ]               |

TRXYE là đĩa mở rộng thứ ba (đĩa đầu tiên kí với một hãng ghi âm lớn) của nam ca sĩ-người viết bài hát người Nam Phi-Úc Troye Sivan, phát hành vào ngày 15 tháng 8 năm 2014 bởi Universal Music Australia thông qua EMI Music Australia. Các đĩa đơn "The Fault in Our Stars" và "Happy Little Pill" đã thực hiện việc mở đường cho album.

## Bối cảnh
Vào ngày 5 tháng 6 năm 2013, Sivan kí hợp đồng với EMI Music Australia, một hãng ghi âm của Universal Music Australia, nhưng không tiết lộ thông tin này cho đến một năm sau. Ngày 26 tháng 6 năm 2014, anh thông báo (khi đang ở VidCon) rằng anh sẽ phát hành một EP gồm 5 bài hát vào ngày 15 tháng 8 năm 2014, và cùng lúc tải lên một video trên YouTube tiết lộ bìa của đĩa mở rộng này.

## Các đĩa đơn
"The Fault in Our Stars" được phát hành vào ngày 5 tháng 5 năm 2013 trong một chiến dịch quyên góp cho quỹ Princess Margaret Hospital Foundation tại Perth, Úc. Ca khúc đạt được thành công lớn và Sivan đưa một phiên bản được cập nhật của bài hát vào EP. Một phiên bản mới của bài hát được phát hành thành đĩa đơn quảng bá vào ngày 13 tháng 6 năm 2014. Phiên bản này cũng nằm trong EP.
"Happy Little Pill" được phát hành vào ngày 25 tháng 7 năm, là đĩa đơn chính thức đầu tiên từ EP. Ca khúc lọt vào bảng xếp hạng của 13 quốc gia, trong đó có Hoa Kỳ, nơi mà ca khúc đạt vị trí thứ 92 trên bảng xếp hạng US Billboard Hot 100.

## Diễn biến thương mại
TRXYEra mắt ở vị trí thứ 5 trên bảng xếp hạng Billboard 200 của Hoa Kỳ, bán được 30.000 bản chỉ sau ba ngày mở bán. Tính đến tháng 7 năm 2015, EP có tổng lượt tải kỹ thuật số của 5 bài hát đạt 371.000 lượt tại Mỹ, và 73.000  bản album truyền thống, cùng với 39 lượt stream tính đến tháng 9 năm 2015.
Tại Úc, doanh số của EP được tính vào đĩa đơn "Happy Little Pill", giúp đĩa đơn nhảy từ vị trí thứ 34 lên vị trí thứ 10 trong tuần bắt đầu ngày 24 tháng 8 năm 2014.

## Danh sách bài hát
| CD và tải kỹ thuật số | CD và tải kỹ thuật số            | CD và tải kỹ thuật số               | CD và tải kỹ thuật số            | CD và tải kỹ thuật số |
| STT                   | Nhan đề                          | Sáng tác                            | Sản xuất                         | Thời lượng            |
| --------------------- | -------------------------------- | ----------------------------------- | -------------------------------- | --------------------- |
| 1.                    | "Happy Little Pill"              | Troye Sivan Brandon Rogers Tat Tong | SLUMS Alex JL Hiew Tat Tong      | 3:44                  |
| 2.                    | "Touch"                          | Sivan Thomas Rawle                  | SLUMS Alex JL Hiew Matt Gio      | 3:35                  |
| 3.                    | "Fun"                            | Sivan Alex Hope Lindsay Rimes       | SLUMS Alex JL Hiew Lindsay Rimes | 3:26                  |
| 4.                    | "Gasoline"                       | Sivan Paul Carter                   | SLUMS Alex JL Hiew Matt Gio      | 3:25                  |
| 5.                    | "The Fault in Our Stars (MMXIV)" | Sivan                               | Dan Heath                        | 3:12                  |
| Tổng thời lượng:      | Tổng thời lượng:                 | Tổng thời lượng:                    | Tổng thời lượng:                 | 17:22                 |

## Xếp hạng

### Xếp hạng tuần
| Bảng xếp hạng (2014)       | Vị trí cao nhất |
| -------------------------- | --------------- |
| Album Canada (Billboard)   | 2               |
| Album Pháp (SNEP)          | 177             |
| Album New Zealand (RMNZ)   | 2               |
| Album Hoa Kỳ Billboard 200 | 5               |

## Lịch sử phát hành
| Quốc gia | Ngày phát hành      | Định dạng          | Nhãn hiệu     |
| -------- | ------------------- | ------------------ | ------------- |
| Úc       | 15 tháng 8 năm 2014 | CD Tải kỹ thuật số | EMI Australia |